# شاكر (الخبت)

تعديل مصدري - تعديل

شاكر هي إحدى قرى عزلة بني عمارة بمديرية الخبت التابعة لمحافظة المحويت، بلغ تعداد سكانها 2097 نسمة حسب تعداد اليمن لعام 2004.